# Chattr
chattr는 사용자가 파일의 특정 특성을 설정할 수 있게 해주는 리눅스의 명령어이다. lsattr은 파일의 특성을 표시하는 명령어이다.
대부분의 macOS를 포함한 BSD 계열 시스템들은 특성을 설정하기 위한 유사 명령어 chflags를 무조건 갖추고 있지만 이들을 표시하기 위해 의도된 명령어는 제공하지 않는다. ls 명령어의 특정 옵션들이 이를 대신한다. chflags 명령어는 4.4BSD에 처음 등장하였다.
솔라리스는 이를 조작하기 위한 명령어가 존재하지 않는다. chmod와 ls가 이를 대신한다.

## 같이 보기
- ATTRIB
- Chown
- Chmod

## 참고 자료
- chattr(1) – 리눅스 사용자 명령어 매뉴얼 페이지

- lsattr(1) – 리눅스 사용자 명령어 매뉴얼 페이지

- chflags(1) – OpenBSD 일반 명령어 매뉴얼 페이지

- chflags(1) – FreeBSD 일반 명령어 매뉴얼 페이지

- chflags(1) – NetBSD 일반 명령어 매뉴얼 페이지

- chflags(1) – 다윈, macOS 일반 명령어 매뉴얼 페이지

```
(outdated; see 
newer version
)
```

- stat.h (flags section in the BSD system source code of the macOS XNU kernel)